# Alfred von Randow

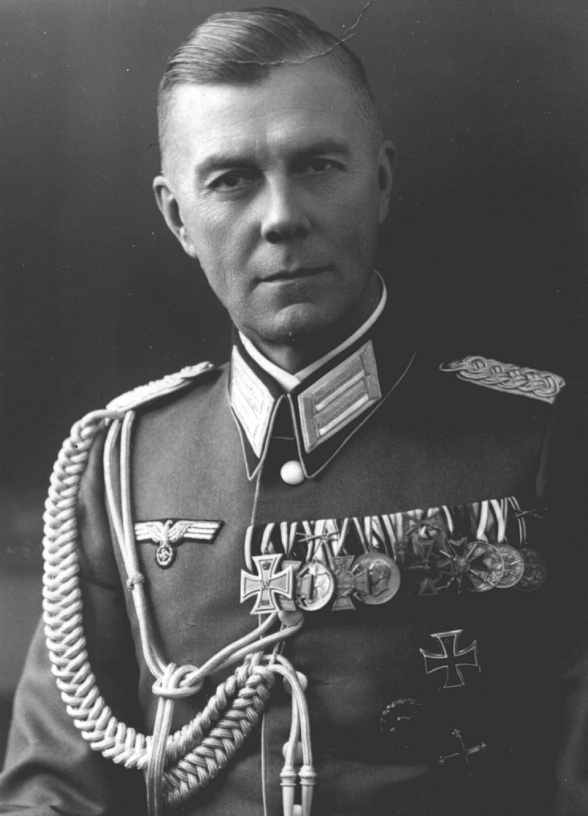
Alfred von Randow

Alfred Georg Friedrich Kuno Karl von Randow (* 8. Februar 1879 in Neiße; † 25. Dezember 1958 in Köln) war ein deutscher Oberst, Befehlshaber des Detachement von Randow (Freikorps) im Baltikum sowie Stifter des Deutschritter-Kreuzes.

## Leben
Alfred entstammte dem Adelsgeschlecht von Randow und war der älteste Sohn von Hermann von Randow. Wie bereits sein Vater und Großvater, schlug er die Militärkarriere ein. Randow trat in das Königin Augusta Garde-Grenadier-Regiment Nr. 4 der Preußischen Armee ein, besuchte die Kriegsschulen in Hersfeld und Metz, und absolvierte im August 1898 sein Offiziersexamen. 1899 in das Garde-Grenadier-Regiment Nr. 5 nach Spandau bei Berlin versetzt, blieb er dort viele Jahre. In dieser Zeit heiratete er Ada, die Tochter des Landesältesten in Schlesien, Elgar von Dalwigk, und der Barmer Fabrikantentochter Louise Höffken-Haarhaus. Aus der Ehe gingen die beiden Söhne Elgar und Gero hervor. Mit seiner zweiten Ehefrau, der Elsässer Landwirtstochter Elisabeth Schneider, hatte er noch einmal drei Söhne, Wolf-Hildebrand, Götz-Krafft und Sven-Holm.

## Erster Weltkrieg und Freikorpsführer im Baltikum
1910 stand er als Oberleutnant beim Infanterie-Regiment Nr. 60. Am Ersten Weltkrieg nahm Randow vom ersten Tage an teil, 1916 beim Infanterie-Regiment Nr. 99. Bei Kriegsende war er an der Ostfront im Baltikum. Nachdem bereits am 15. November 1918 der Oberbefehlshaber Ost von der Obersten Heeresleitung die Erlaubnis zur Aufstellung von Freiwilligenverbänden erbeten hatte, erhielt Hauptmann von Randow am 2. Januar 1919 auf sein Ersuchen vom Chef des Stabes des Armeeoberkommandos 8, Oberstleutnant Robert Bürkner, die Genehmigung, ein Freiwilligenbataillon aufzustellen. Drei Tage später hatte er bereits 85 Freiwillige gesammelt, die als Freiwilligenbataillon „Bahnschutz 8“ die Bahnstrecke Lidowiany-Tauroggen sicherten. Am 12. Januar 1919 gehörten bereits rund 700 Freiwillige zum „Detachement von Randow“, und am 25. Januar war das Freikorps über 2.000 Mann stark. Eine Kanonenbatterie und ein 10-Zentimeter-Geschütz gaben ihm einen starken Rückhalt.
Randow befehligte das Detachement nur knapp fünf Monate. In dieser Zeit gab er dem Korps eine Fahne und stiftete ihm ein Abzeichen und einen Orden. In der Mitte der schwarzen Fahne befand sich ein weißer Schild mit einem durchlaufenden schwarzen Kreuz (Deutschritterschild), in der unteren äußeren Ecke der Fahne das Wappen von Randows. Sie wurde bis zur Auflösung der Einheit geführt. Danach war sie zunächst im Schlageter-Gedächtnis-Museum, dann im Heeresarchiv Potsdam und seit 1938 beim Kyffhäuserbund. Seit Ende des Zweiten Weltkriegs ist sie verschollen. Das Abzeichen des Detachements zeigte ebenfalls den Deutschritterschild und wurde zunächst auf den Kragenecken des Waffenrocks und Mantels getragen, später auf dem linken Oberarm.

## Die Zeit nach dem Freikorps
Am 17. Mai 1919 übernahm Hauptmann Meyer das Kommando, und am 1. Juni 1919 wurde das Detachement von Randow in die Vorläufige Reichswehr eingegliedert.
Nach Abschluss des Versailler Vertrages musste Alfred von Randow aus dem Militärdienst ausscheiden und war danach viele Jahre im Sachsenwerk in Dresden tätig, wo sein Vater Aufsichtsratsmitglied gewesen war. Dann kam die nationalsozialistische Regierung an die Macht und damit wieder die Chance für eine quasi militärische Tätigkeit. Randow trat in den Reichsarbeitsdienst ein, wo er zuletzt Arbeitsführer oder Oberarbeitsführer war.
Beim Ausbruch des Zweiten Weltkrieges 60 Jahre alt, wurde er gegen Ende des Krieges noch einmal reaktiviert und war in der Abwehr tätig. Im Jahre 1949 wurde er von den sowjetischen Besatzungsbehörden festgenommen und zunächst in das Zuchthaus Bautzen gebracht. Später wurde er von den sowjetischen Truppen wegen seiner Abwehrtätigkeit, vor allem aber wegen seines Freikorpseinsatzes zu 25 Jahren Zwangsarbeit verurteilt und nach Sibirien transportiert. Dort lebte er sieben Jahre in verschiedenen Lagern, bis er 1955 im Rahmen der Heimkehr der Zehntausend entlassen wurde.